# Siegfried Oehme
Siegfried Oehme (* 27. Januar 1900 in Grünhainichen; † nach 1944) war ein deutscher Parteifunktionär (NSDAP). Er war Kreisleiter in Flöha in Sachsen.

## Leben
Bereits in seiner Jugend schloss er sich nationalsozialistischen Ideen an und trat zum 8. August 1925 der NSDAP bei (Mitgliedsnummer 13.774), in deren Ortsgruppe Grünhainichen im Erzgebirge er aktiv war. Nach der Berufung des bisherigen NSDAP-Kreisleiters Herbert Ender aus Borstendorf in die Landeshauptstadt Dresden wurde er 1933 zum Kreisleiter von Flöha und später auch zum Beauftragten der NSDAP ernannt. Zur Reichstagswahl 1938 blieb er erfolglos. Im Kreis Flöha war er u. a. an den Novemberpogromen 1938 beteiligt. Er blieb bis gegen Ende des Zweiten Weltkrieges in jener Funktion. 